# Зербель, Альфред
Альфред Зербель (нем. Alfred Zerbel; 8 сентября 1904, Остриц — 15 декабря 1987, Бонн) — германский военный деятель, генерал-лейтенант сухопутных войск бундесвера, с 16 апреля 1960 по 30 сентября 1964 года заместитель инспектора (начальника генерального штаба) армии.

## Служба в рейхсвере и вермахте
В 1924 году Зербель поступил на службу в рейхсвер. В 1927 году он получил звание лейтенанта и был произведён в 1933 году в должность командира взвода и адъютанта батальона 10-го пехотного полка.
После основания вермахта Зербель с 1935 по 1937 год прошёл подготовку в школе Генерального штаба, а затем служил до 1940 года на различных должностях в Верховном командовании сухопутных войск. Затем он в звании майора до 1942 года служил в качестве офицера генштаба 299-й пехотной дивизии под командованием генерала артиллерии Вилли Мозера. Эта дивизия была сформирована в 1941 году и участвовала в сражениях на Восточном фронте Великой Отечественной войны в составе 6-й армии, в том числе в боях за Киев и Донбасс.
С 4 сентября 1942 по 16 февраля 1943 года Зербель занимал должность руководителя отдела образования Генерального штаба армии Верховного командования сухопутных войск. Отдел образования издал приказ для подготовки войск, включая организацию осенних полигонных учений и специальных курсов, а также подготовки резервных и ополченческих организаций. Кроме того, в его обязанности входило инспектирование учебного оружия до его направления в войска. С 16 февраля по 20 марта 1943 года Зербель руководил штабом XIII корпуса группы армий «Центр» под командованием пехотного генерала Фридриха Зиберта. В феврале 1945 года он получил немецкий крест в серебре. В конце войны он служил командиром кампфгруппе 11-й танковой дивизии под командованием генерал-лейтенанта Венда Витерсхайма. 5 мая 1945 года остатки дивизии Витерсхайма капитулировали в Лотарингии перед войсками США, и Зербель был взят в плен, где находился до 1948 года.

## Послевоенный период
После войны и процесса денацификации он стал членом Operational History (German) Section в «историческом отделе» американской армии. Некоторые из бывших немецких офицеров, работавших там, в том числе и сам Зербель, были впоследствии приняты на службу в бундесвер.

## Бундесвер
Зербель был восстановлен на военной службе в 1956 году в звании полковника и назначен начальником регистрационной комиссии IV военного округа. С сентября 1956 по март 1958 года он занимал пост заместителя командующего 5-й танковой дивизией под командованием генерал-майора Генриха фон Бера в Дице. В течение двух месяцев он был заместителем командующего вновь созданного III корпуса под командованием генерал-лейтенанта Смило фон Лютвица. С 1 июня 1958 по 10 февраля 1960 года Зербель в звании генерал-майора возглавлял 2-ю мотопехотную дивизию в Гиссене, подчинённую III корпусу в Кобленце. Вскоре эта дивизия была передана под командование II армии и переименована с 1 апреля 1959 года во 2-ю танково-гренадерскую дивизию, командование которой было перемещено в Марбург.
16 апреля 1959 года Зербель, повышенный в звании до генерал-лейтенанта, был назначен на должность заместителя инспектора армии Ганса Рёттигера. Вышел в отставку 30 сентября 1964 года.
Умер 15 декабря 1987 года.